# 國家鐘樓
國家鐘樓（National Carillon），或译国家排钟楼、国立钟楼等，是座落在澳洲首都領地坎培拉的伯利·格里芬湖畔小島上的排钟和报时钟楼。
它是英國政府送給澳洲聯邦的禮物，慶祝坎培拉成為澳洲首都50週年。由澳大利亚女王伊麗莎白二世在1970年正式揭幕啟用。（页面存档备份，存于）
國家鐘樓的用途之一是报时。在整刻和正点，钟楼会自动奏响传统的西敏寺钟声。此外，國家鐘樓悬挂一套55钟的排钟，每座钟重7公斤到6吨不等，钟楼时常举行排钟演奏表演。聆听钟声的最佳地点是在距离钟楼100米以内的湖岸区域，但通常钟声可以一直达到国会三角和市民中心（Civic）。
国家钟楼高50米，钟楼所在的小岛名为阿斯彭岛（Aspen Island），小岛南北长约250米，东西最宽处约80米，通过一座人行桥梁通往伯利·格里芬湖北岸，桥的入口处设有停车场，游客可以停车后步行至钟楼脚下。

## 外部連結
- Information about the National Carillon from the National Capital Authority（页面存档备份，存于）

1. ↑  . Australian Heritage Database. Department of the Environment. 22 June 2004.
2. ↑  . 澳洲无忧网.   [2020-09-23]. （原始内容存档于2020-10-02）.